# Aberkennung
Aberkennung bezeichnet den durch Rechtsakt bewirkten Verlust eines subjektiven Rechts oder eines Rechtsstatus. Eine veraltete Bezeichnung für Aberkennung im juristischen Sinne ist Abjudikation.

## Zusammenhänge
Zu einer Aberkennung kann es in verschiedenen Zusammenhängen kommen:
- So sehen einige Rechtsordnungen die Möglichkeit der Aberkennung der Staatsangehörigkeit vor.
- Andere Rechte geraten durch strafrechtliche Verurteilungen in Fortfall (in der BRD § 45 Verlust der Amtsfähigkeit, der Wählbarkeit und des Stimmrechts,[2] in Österreich § 27 Amtsverlust und andere Rechtsfolgen der Verurteilung).[3]
- Auch ihrem Träger zugesprochene Auszeichnungen (Orden) oder Titel können je nach Statut wieder aberkannt werden.
- Aberkennung eines akademischen Grades
- Liste der aberkannten olympischen Medaillen